# Балка Писарівська
Балка Писарівська, Балка Дубовина — балка (річка) в Україні у Синельниківському районі Дніпропетровської області. Права притока річки Середньої Терси (басейн Дніпра).

## Опис
Довжина балки приблизно 4,01 км, найкоротша відстань між витоком і гирлом — 3,95 км, коефіцієнт звивистості річки — 1,022. Формується декількома балками та загатаю. На деяких ділянках балка пересихає.

## Розташування
Бере початок на північно-західній стороні від села Катеринівки. Тече переважно на північний захід і на південно-західній околиці села Писарівки впадає у річку Середню Тессу, праву притоку Малої Терси.

## Цікаві факти
- У XIX столітті у пригирловій частині балки біля села Писарівка існував скотний двір[2].